# قراءة نقدية
القراءة النقدية، هي شكل من أشكال التحليل اللغوي الذي لا يتناول ظاهر النص، بل ينطوي على دراسة متعمقة في الادعاءات المطروحة فضلًا عن نقاط تدعيمه والحجج المضادة المحتملة. تُعتبر القدرة على إعادة التفسير وإعادة التركيب بهدف إيخاء الوضوح وتحسين المقروئية عنصرًا من عناصر القراءة النقدية. يُعد كل من تمييز أوجه الغموض والعيوب المحتملة في تفكير المؤلف بالإضافة إلى القدرة على معالجتها بشكل كامل أمرًا ضروريًا لإتمام عملية القراءة النقدية. تتطلب القراءة النقدية -مثلها مثل الكتابة الأكاديمية- اقترانًا بين النقاط الاستدلالية والحجج المقابلة لها.

كما أقر عدد من الباحثين والكتاب من الطراز الأول:
«... لكل قصة نسخ بعدد قراءها. يستلهم كل شخص منها ما يريد حسب استطاعته، ليغيرها وفقًا لمقاييسه. ينتقي البعض أجزاءً رافضًا ما تبقى، ويضني البعض القصة بتحاملهم، بينما يراها البعض كما يطيب لهم أن يروها». 
ـــــــــــــــــ جون ستاينبيك، شتاء السخط (1961)
لا تربط هذه المستويات أي علاقات بسيطة. يشرح مفهوم «الحلقة التأويلية» الفكرة المتمثلة بكون فهم الكلمات المفردة معتمد على فهم النص بأكمله (فضلًا عن الثقافة التي انبثق النص منها)، وفي المقابل لا يمكن فهم النص إلا بفهم الكلمات الواردة فيه.
تستوجب القراءة النقدية لنص ما دراسةً نقديةً للمفاهيم المُستخدمة، ومتانة الحجج المطروحة، وقيمة الافتراضات الموجودة وجدواها، والأساليب التي يُقدم النص من خلالها.
تتمثل «القراءة بين السطور» في القدرة على تعرية الرسائل والتحيزات الضمنية في النص.

## القراءة العرضية
يعرف ثرستون (1993، ص. 638) مفهوم «القراءة العرضية»: «تُستخدم القراءة العرضية ضمن نطاق النقد الأدبي باعتبارها وسيلةً لتحليل وجود الأيديولوجيا في النصوص الأدبية. طرح الفيلسوفان الماركسيان الفرنسيان لوي ألتوسير وإتيان بالبار تقنية القراءة العرضية في كتابهما قراءة رأس المال». استخدم كل من دورفمان وماتيلارت القراءة العرضية لاحقًا بوصفها وسيلةً لتحليل تغلغل الأيديولوجية الإمبريالية في رسومات ديزني الهزلية.

## الطابع التبادلي للقراءة والكتابة
تنطوي عملية القراءة على البحث عن المعلومات ومواجهة وجهات النظر المختلفة، الأمر الذي يجبرنا على التفكر في موقفنا. يتحول القارئ في هذه العملية إلى «كاتب»، حتى وإن لم يكتب أفكاره الخاصة أو ينشرها.
تُعتبر عمليتي القراءة والكتابة عمليتين ذات طابع تبادلي، فالقراءة عملية نشطة، والتدرب على الكتابة الأكاديمية هي الطريقة الأمثل لتعلم القراءة النقدية.
يكتب تشارلز بازرمان (1994) عن الدور النشط للقارئ مصرحًا (ص. 23): «يتجسد العلاج الحقيقي للملل في العثور على كتاب متقدم حول هذا الموضوع، بينما يتمثل العلاج الوحيد للملل الزائف في الانخراط الشخصي الكامل في الكتاب الموجود أمام ناظريك». استوحى بارزمان كتابه من المعرفة النظرية المتقدمة بالبحث العلمي وتأليف الوثائق. على سبيل المثال، يدور الفصل السادس حول «إدراك الأصوات المتعددة في النص». تستند النصائح العلمية الموجودة إلى النظرية النصية (ميخائيل باختين وجوليا كريستيفا). يحمل الفصل الثامن عنوان «تقييم الكتاب ككل: عرض للكتاب»، بينما حملت الرأسية الأولى في هذا الفصل عنوان «الكتب بوصفها أدوات».

## المسائل الأبستمولوجية
ترتبط القراءة النقدية أساسًا بالمسائل الأبستمولوجية. بيّنت التأويلات (كالتي وضعها هانز- جورج جادامير مثلًا) أن الطريقة المُستخدمة في قراءة النصوص وتفسيرها معتمدة على «فهمنا المسبق» و«انحيازاتنا». تُعتبر المعرفة البشرية بمثابة توضيح تفسيري للعالم، فهي ليست نظرية مجردة وخالية من أي فائدة. وبالتالي، يُمكن فهم التأويل باعتباره نظريةً متمحورةً حول القراءة النقدية. بقي هذا المجال مرتبطًا بالعلوم الإنسانية وحسب حتى الآونة الأخيرة. تغير هذا الوضع بعد نشر توماس صموئيل كون لكتابه بنية الثورات العلمية (1962)، الكتاب الذي يُمكن اعتباره تفسيرًا تأويليًا للعلوم لأنه تخيل العلماء على أنهم محكومون بالافتراضات المُضمنة تاريخيًا والنشاطات المُتوسطة لغويًا، التي تتمحور بدورها حول المنظورات التي توجه مفاهيم وتحقيقات دراساتهم. توحي الثورات العلمية بإمكانية حلول منظور مكان الآخر، بالإضافة إلى تقديمه لمجموعة جديدة من النظريات والمقاربات والتعريفات. ينظر كل من ماليري وهيرفيتز ودافي (1992) إلى مفهوم المجتمع العلمي المرتكز على منظور ما على أنه مماثلًا لمفهوم جادامير للتقاليد الاجتماعية المُشفرة لغويًا. وبذلك، يتحدى علم التأويل وجهة النظر الوضعية المتمثلة بقدرة العلم على تجميع الحقائق الموضوعية. تستند الملاحظات دائمًا إلى خلفية من الافتراضات النظرية: المُعتمدة على النظرية.